# 河西乡 (兰坪县)
河西乡，是中华人民共和国云南省怒江傈僳族自治州兰坪白族普米族自治县下辖的一个乡镇级行政单位。

## 行政区划
河西乡下辖以下地区：
河西村、共兴村、仁兴村、永兴村、新发村、白龙村、玉狮村、箐花村、三界村、大羊村、联合村、胜利村和胜兴村。